# Georges-Joseph-Augustin Menjot d'Elbenne
Pour les articles homonymes, voir Elbenne.
Georges-Joseph-Augustin Menjot, chevalier d'Elbenne, seigneur de Couléon, Sarcé, Malmouche, la Pontoire, Vaux, Marcé au Maine, né le 15 novembre 1748 à Blois et décédé le 17 décembre 1821 à La Chapelle-Saint-Rémy, est un militaire, savant agronome, architecte et homme politique français.

## Biographie
Fils de Charles-Paul-Antoine Menjot, chevalier, vicomte de Champfleur et Groustel, seigneur de Boismargot, Couléan, etc. et de dame Marie-Louise-Suzanne Courtin, il suivit la carrière militaire. Lieutenant au régiment d'artillerie d'Auxonne, il passa ensuite dans l'infanterie, franchit tous les grades jusqu'à celui de lieutenant colonel commandant de bataillon de garnison de Foix. 
Il fut élu, le 23 germinal an V, député de la Sarthe au Conseil des Cinq-Cents et président de canton.
Il était chevalier de l'ordre de Saint-Louis et de l'ordre du Saint-Sépulcre.

## Sources
- « Georges-Joseph-Augustin Menjot d'Elbenne », dans Adolphe Robert et Gaston Cougny, Dictionnaire des parlementaires français, Edgar Bourloton, 1889-1891 [détail de l’édition]
- Notice généalogique sur la famille Menjot: vicomtes de Champfleur et Groustel au Maine, seigneurs de Dammartin en Brie, 1878